# Åkermans Verkstad

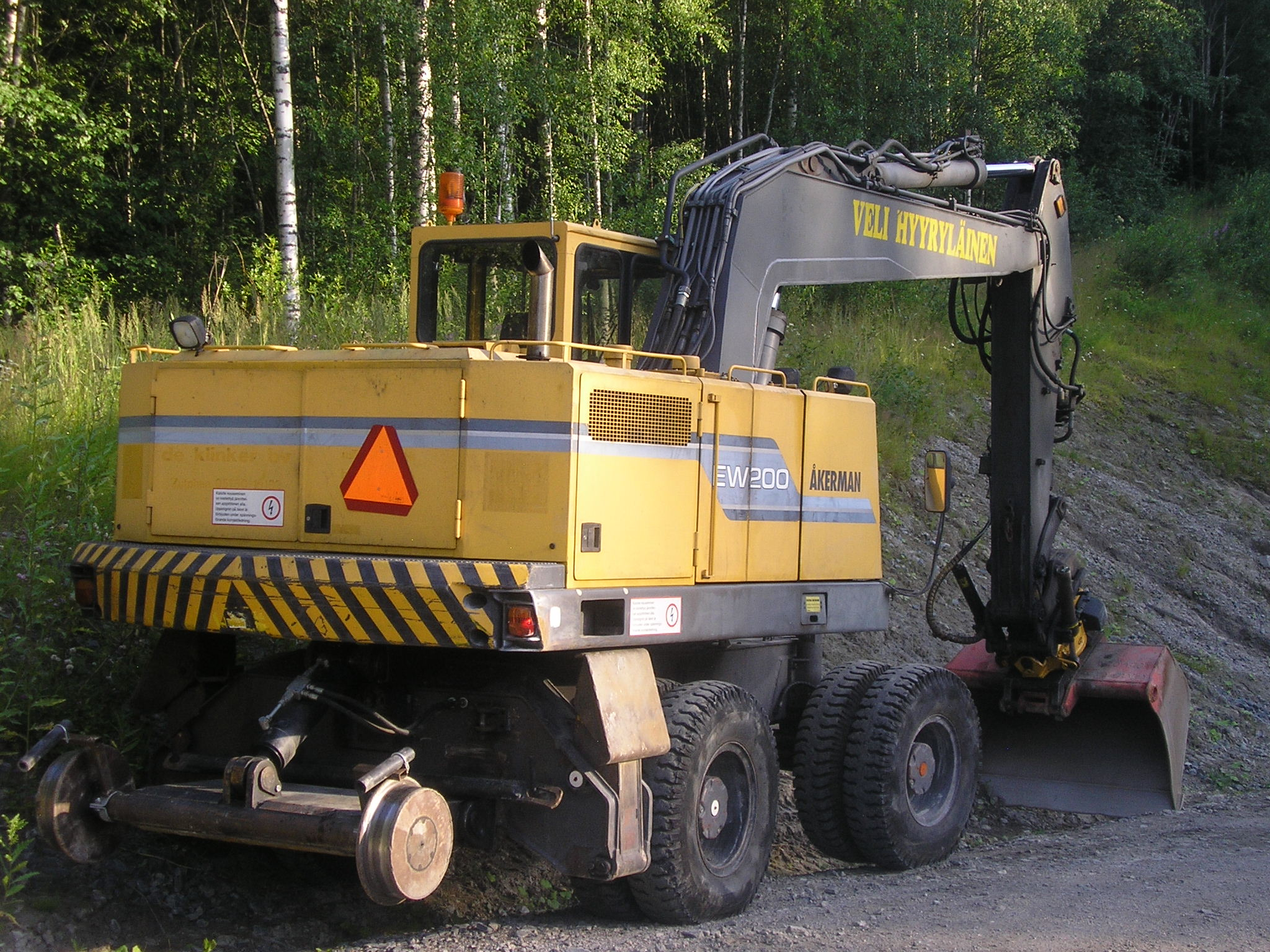
Åkerman grävmaskin i Muurame, Finland

Åkermans Verkstad AB var ett verkstadsföretag i Eslöv med tillverkning av bland annat grävmaskiner. Åkermans kom under efterkrigstiden att bli en av Sveriges största grävmaskinstillverkare.

## Historia
1872 startade Nils Håkansson en smidesverkstad i Eslöv vilken han 1878 sålde till fabrikör J Ljungberg och namnet ändras till Ljungbergska Gjuteriet. 1889 köpte Lars Petter Åkerman, som tidigare varit delägare i Hvilans Mekaniska Verkstad i Kristianstad, företaget och döpte det till Åkermans Gjuteri och Mekaniska Verkstad. Tillverkningen bestod i huvudsak av gjutjärnsfönster, brandsprutor, torvmaskiner samt byggande av brännerier. Åkerman avled 1897 och året därefter ombildades bolaget till Aktiebolaget Åkermans Gjuteri och Mekaniska Verkstad. 1906 ombildades företaget till Nya Aktiebolaget Åkermans Gjuteri och Mekaniska Verkstad för att 1923 återta det gamla namnet. 
1907 började man tillverka ångpanneroster och förvärmare samt 1910 gjutna värmepannor. Dock var torv- och brännerimaskiner huvudfabrikat ända fram till 1918. Tillverkningen av gjutna värmepannor upphörde i stort 1923. Under 1920-talet tillverkades vägvältar och väghyvlar.

### Grävmaskinstillverkning
1938 flyttade Åkermans från centrala Eslöv, där Medborgarhuset ligger idag, ut till lokaler på Bruksgatan i östra Eslöv. Från 1939 började Åkermans tillverka grävmaskiner, den produkt som gjorde företaget internationellt känt. Den första grävmaskinen, en Åkerman 300, levererades till Sjöbo Cementgjuteri. Börsintroduktion skedde i december 1965, grundarfamiljen Linander kom dock att vara huvudägarna fram till 1988. 1972 förvärvade man Kockum-Landsverks grävmaskinstillverkning som läggs ner, lagret av hydraulgrävmaskin KL-121 och reservdelar till alla maskiner. 1991 köptes Åkermans själva upp av VME Group. I samband med detta ändrades företagsnamnet till VME Excavators AB. "Åkerman" kom emellertid att leva kvar som varumärke i ytterligare sex år, fram till dess att Volvo började sälja grävmaskinerna under eget namn. 1995 blev VME Group ett helägt Volvoföretag under namnet Volvo Construction Equipment.

### Nedläggning
1 december 1998 meddelades att man planerade att lägga ned sin tillverkning av grävmaskiner i Eslöv. Tillverkningen i Eslöv nedlades helt 1999 mot bakgrund av en vikande marknad för huvudprodukten grävmaskiner, med åtföljande lönsamhetsproblem.